# 横手市公文書館
横手市公文書館（よこてしこうぶんしょかん）は、横手市の歴史的に重要とされる公文書や記録を、保存・公開することを目的に2020年（令和2年）5月に設置された公文書館。
建物は、2013年（平成25年）に横手市立横手北中学校に統合されて閉校した横手市立鳳中学校の校舎を活用している。そのため、館内には旧鳳中学校のメモリアルコーナー（関係資料の展示など）や、有料の貸室が設置されている。

## 概要
1871年（明治4年）の廃藩置県以降に作成された横手市の公文書を所蔵している。
開館から1年後にあたる2021年（令和3年）5月1日に「公文書館だより」を創刊。年2回の発行を予定している。

### 開館に至る経緯
2005年（平成17年）の市町村合併により発足した横手市だが、合併前の公文書や記録は各地域に分散して保存されていて、保存場所の不足・老朽化、それに伴う紛失・劣化が懸念されていた。同時に、少子化の進行による廃校の増加を受け、2015年（平成27年）に「横手市財産経営推進計画」が制定され、廃校の活用を視野に入れた公文書館の必要性が認識されてきた。
公文書館の設置については、2007年（平成19年）の横手市公文書館設置検討会を皮切りに、公文書館設置検討委員会及び公文書館設置プロジェクト会議で検討を行い、建設の段階に至った。
2017年（平成29年）に校舎の一部解体や整備が開始され、2020年（令和2年）5月1日に開館した。

## 利用案内
- 所在地： 〒013-0006 秋田県横手市新坂町2番74号[3]
- 開館時間： 9:00 - 17:00[4]
  - 資料閲覧請求は16:30まで[3]
- 休館日： 日曜日、月曜日、国民の祝日に関する法律に規定されている休日および年末年始（12月29日から1月3日まで）の間[4]

## 旧・横手市立鳳中学校
横手市立鳳中学校（よこてしりつ おおとりちゅうがっこう）は、かつて存在した公立中学校である。横手市公文書館は、廃校後の本校の校舎を活用している。
鳳中学校は、横手第二中学校・横手第三中学校の統合によって1958年（昭和33年）に開校した学校である。ただ、2013年（平成25年）には横手西中学校・金沢中学校と共に横手北中学校へと統合され、閉校した。
校名は、付近に大鳥井山遺跡が所在することから「鳳（おおとり）」と名付けられた。

### 沿革

#### 略歴
1947年4月1日に施行された学校教育法により「中学校」が設けられることになり、旧横手市内には8つの中学校が誕生した。そのうち、鳳中の前身となる横手第二中学校・横手第三中学校もここで誕生している。ただ、発足時点で第二中は横手北小・家政女学校、第三中は朝倉小に併設する形で開校している。第二中は1948年の家政女学校廃止に伴い、その校舎を増築した上で使用、第三中は1954年に独立校舎が竣工した。
1958年9月、横手第二中学校・横手第三中学校の統合校として「鳳中学校」が発足。発足時点では各校舎にて授業を行っていたが、1959年に第三中校舎を増築し、第二中校舎の生徒は第三中校舎へ移転し、統合が完了した。なお、この統合は市内第一号の中学校統合事業として行われたものである。1985年には鉄筋コンクリート造の校舎へと建て替えられた。しかし、少子化などによって横手市北部地域の3中学校は再編され、2013年4月に横手北中学校へと統合し、鳳中学校は閉校した。
閉校後は、先述の通り横手市公文書館として利活用がされている。

### 著名な卒業生
- 村上良子（紬織作家）
- 長岡杏子（アナウンサー）
- 向川桜子（アルペンスキー選手）

## 周辺
- 秋田県道272号御所野安田線
- 大鳥井山遺跡
  - 大鳥公園
  - 大鳥井山神社
- 横手市立朝倉小学校
- 石坂洋次郎文学記念館

## アクセス
鉄道
東日本旅客鉄道（JR東日本） 奥羽本線・北上線 横手駅から徒歩で約35分
自動車
E46 秋田自動車道 横手北SICから約10分
E46 秋田自動車道 / E13 東北中央自動車道 横手ICから約15分